# سیان ویلیامز
سیان ویلیامز (انگلیسی: Sian Williams؛ زادهٔ ۲ فوریهٔ ۱۹۶۸) یک بازیکن فوتبال است.
وی سابقه بازی در تیم ملی بانوان انگلیس را دارد.

## زندگی شخصی
پدر سیان ویلیامز، اَلِن ویلیامز سیاست‌مدار حزب کارگر بریتانیا است.